# Виллингер, Алоизиус Джозеф
Алоизиус Джозеф Виллингер, C.Ss.R. (англ. Aloysius Joseph Willinger, исп. Aloysius Joseph Willinger; 19 апреля 1886, Балтимор, штат Мэриленд, США — 25 июля 1973, Фресно, штат Калифорния, США) —  прелат Римско-католической церкви, 2-й епископ Понсе, 7-й титулярный епископ Биды, 3-й епископ Монтерея–Фресно, 1-й титулярный епископ Тигуалы.

## Биография
Алоизиус Джозеф Виллингер родился 19 апреля 1886 года в Балтиморе, штат Мэриленд. В 1886 году поступил в семинарию. В 1905 году стал послушником у редемптористов в Илчестере, штат Мэриленд. 2 августа 1906 года принял монашеский постриг. Изучал богословие в Горной Святого Альфонса семинарии в Эсопусе, штат Нью - Йорк, где был рукоположен в священник 2 июля 191й года.
8 марта 1929 года римский папа Пий XI назначил его епископом Понса. 28 октября того же года состоялась его хиротония, которую совершил архиепископ Томас Эдмунд Моллой, в сослужении епископов Джона Марка Ганнона и Джона Джозефа Данна.
12 декабря 1946 года римский папа Пий XII назначил его коадъютором епархии Монтерей-Фресно в штате Калифорния и титулярным епископом Беды. 3 января 1953 года он стал епископом Монтерей-Фресно. С 1962 по 1965 год присутствовал на сессиях Второго Ватиканского собора. 16 октября 1967 года ушёл на покой и был назначен титулярным епископом Тигуалы. Алоизиус Джозеф Виллингер умер во Фресно 25 июля 1973 года.